# Рутс, Иоганн Георг Валентин
Иоганн Георг Валентин Рутс (нем. Valentin Ruths; 1825—1905) — немецкий ландшафтист.
С 1843 г. упражнялся в рисовании на камне, в 1846 г. поступил в  политехническую школу и посещал рисовальные классы античной залы Академии художеств в Мюнхене.

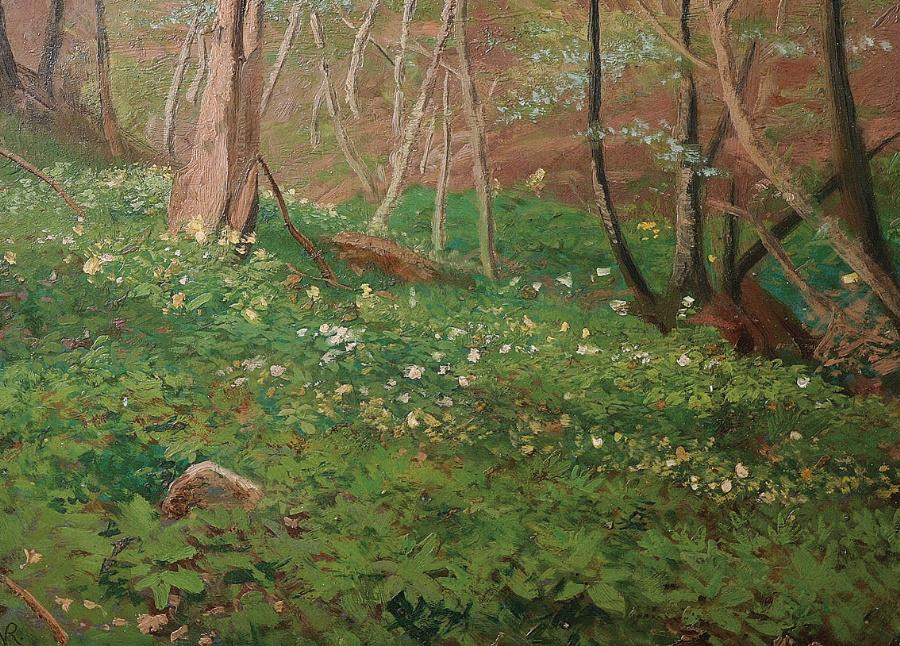
Валентин Рутс. Весна в лесу у Аумюле

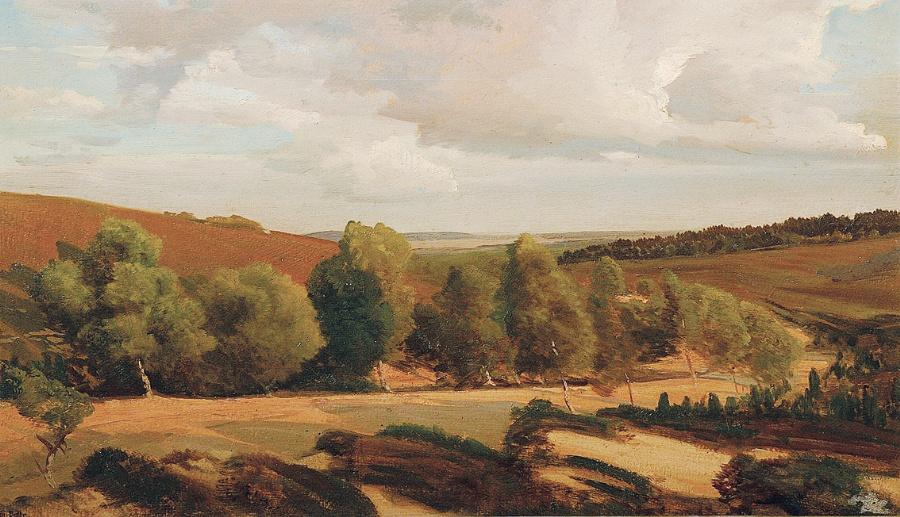
Валентин Рутс. Вильседе

С 1850 г. изучал, в течение четырёх лет, в Дюссельдорфе, ландшафтную живопись под руководством Иоганна Вильгельма Ширмера.
В 1855 г. предпринял поездку в Италию, провёл два года в Риме и, поселившись окончательно в Гамбурге, неоднократно делал экскурсии оттуда на юг Европы.
С одинаковым искусством воспроизводя леса, горы, равнины, пустынные места и селения, Рутс изображал преимущественно местности низовьев Эльбы, а также итальянские и швейцарские виды. Картины этого художника, проникнутые в основном элегическим настроением, весьма уважаются в Германии, где их можно видеть почти в каждой общественной галерее и во многих частных собраниях; особенно распространены в Гамбурге.
Наиболее известные между ними:
- «Вечер в Сабинских горах» (1856; находится в Гамбургском художественном музее),
- «Северно-немецкая дубрава» (1864; в пражской галерее),
- «Могила богатыря на балтийском прибрежье» и «Родник в лесу» (1866; в кенигсбергском музее),
- «Первый весенний день»,
- «Туманнее утро в лесу»,
- «Долина нимфы Эгерии»,
- «Осенний день на Роне» и др.

В гамбургском музее (Kunsthalle) кисти Рутса принадлежат большие, написанные на стенах картины, изображающие четыре времени года и четыре поры суток.
В 1878 г. Рутс издал сборник оригиналов для изучающих рисование ландшафтов в школе и на дому.